# Arms
Arms és un videojoc de lluita desenvolupat i publicat per Nintendo per a la Nintendo Switch, que va sortir el 16 de juny de 2017. Anunciat a la conferència de presentació de la consola el 12 de gener de 2017, el joc es diferencia ell mateix del típic joc de lluita, on fins a dos jugadors poden triar un lluitador i combatre utilitzant una varietat de braços extensibles per derrotar els oponents en una arena tridimensional.

## Jugabilitat
Fins a quatre jugadors poden controlar un d'una varietat de lluitadors, amb la possibilitat de dur a terme accions bàsiques de lluita utilitzant braços extensibles com pegar, llençar, bloquejar i esquivar. Arms compta amb diversos personatges jugables i comencen amb poder triar entre tres braços, nombre que es pot elevar desbloquejant els de la resta de lluitadors al mode Get Arms. Tots els lluitadors tenen també atributs únics en el combat. Quan el mesurador d'atac està carregat al complet, els jugadors poden realitzar una ràfega d'atacs d'alt nivell contra els seus oponents. Els jugadors també poden carregar els seus atacs per incrementar el dany temporalment i utilitzant efectes elementals. Cada jugador té una diferent combinació d'habilitats com guants únics per a diferents estratègies. Els jugadors poden utilitzar el sistema de control per moviment dels Joy-Con així com els botons estàndards per dirigir cada braç individualment; no obstant també es poden utilitzar comandaments convencionals com el Pro Controller. Els jugadors també poden personalitzar l'estil de cada braç, podent triar cadascun independentment. Cada braç és diferent amb atributs elementals i variacions de pes que afecten a la jugabilitat. Fins a quatre jugadors poden jugar en un sol combat, tant en un "tots contra tots" amb tres o quatre jugadors, o en un mode 2 contra 2.
A part del mode tradicional de lluita, Arms inclou els modes Versus, Grand Prix i una varietat de modes de batalla. A Grand Prix, els jugadors combaten amb lluitadors controlats per ordinador en deu combats fins a guanyar el cinturó de campió. El mode batalla consisteix en modes de vòlei i bàsquet, un mode de disparar a l'objectiu i un mode supervivència. Els jugadors també poden competir online tant en grups de fins a 20 jugadors com en rànquings individualitzats.

### Personatges
Arms inclou des de l'inici deu lluitadors jugables: el boxejador Spring Man, l'estrella del pop Ribbon Girl, l'estudiant ninja Ninjara, la mòmia ressuscitada Master Mummy, una lluitadora d'arts marcials i promotora d'un restaurant familiar de ramen Mechanica, una lluitadora en un vestit mecànic, l'estrella cinematogràfica Twintelle; el policia robòtic Byte i el seu company caní Barq, el snakeboarder professional Kid Cobra, i l'experiment Helix.
Cinc personatges descarregables van ser afegits entre juliol i desembre de 2017, incloent el comissionat de la lliga ARMS Max Brass, la pallassa Lola Pop, el guerrer tribal Misango, el Spring Man versió robot Springtron, i el científic boig i cap dels ARMS Labs Dr. Coyle.

## Desenvolupament
El joc va ser desenvolupat per la divisió de Nintendo anomenada Entertainment Planning & Development. Al principi la idea era la d'incloure personatges bàsics de Nintendo com Link o Mario. No obstant, degut a l'estil del joc, especialment pel concepte de braços extensibles, no coincidia amb ells així que van decidir crear personatges específics per al joc. Els dissenys dels personatges va començar amb els braços primer mentre que l'equip treballava amb quina mena de personatge els havia de posseir, per exemple amb el personatge d'Helix, va començar amb la idea d'un lluitador braços dels quals havien de ser cadenes d'ADN, encara que l'equip inicialment no en sabia massa sobre ell. Molts lluitadors van ser dissenyats per cobrir una necessitat de jugabilitat encara que hi havia excepcions en què el disseny va arribar primer. Un concepte inicial pel joc consistia en què els jugadors utilitzaven dispositius externs per lluitar contra els oponents; no obstant això va canviar a favor de personatges que utilitzessin els seus propis braços. El director artístic Masaaki Ishikawa va dir que l'estil d'art del joc va ser altament influenciat per Bola de drac i el manga Akira.
El joc va ser anunciat a la presentació de la Nintendo Switch el 12 de gener de 2017, i va sortir a tot el món el 16 de juny de 2017. Abans que el joc sortís, a la Nintendo eShop va sortir una demo multijugador gratuïta conegut com a "Arms Global Testpunch", per provar els modes en línia durant dotze sessions separades durant una hora. Després del llançament van sortir periòdicament actualitzacions afegint nous personatges, estadis i braços. Els esdeveniments de les demos i llançaments gratuïts de material afegit segueixen el model d'actualitzacions de Splatoon. El desembre de 2017, Nintendo va anunciar que ja no afegirien més contingut al joc a part d'alguns canvis menors.
Un còmic basat en el joc va ser publicat per Dark Horse Comics la tardor del 2018.

## Recepció
Un cop el joc es va anunciar, el joc va estar comparat pels crítics al minijoc de boxa de Wii Sports.> Jack Sheperd de The Independent va dir que després de provar-lo en un esdeveniment especial que era un dels jocs "més sorprendents" jugats. Edge va comparar Arms amb altres títols de Nintendo i va dir que "Arms és el joc de lluita mentre que Splatoon és el shooter online i Mario Kart el videojoc de curses".
El joc va rebre crítiques bastant favorables, segons l'agregador Metacritic. A Brandon Graeber de IGN li va agradar la complexitat del joc i la seva naturalesa addictiva, però va notar poc contingut el dia 0. Michael McWhertor de Polygon va aplaudir el concepte del joc que segons ell era "creatiu", i que li va recordar a la sèrie Punch-Out!!, dient que Arms podria esdevenir la futura gran marca de Nintendo. Kallie Plagge de GameSpot va aclamar el rostre de personatges, però va criticar la corba d'aprenentatge.
Arms va debutar segon a la llista de més venuts al Regne Unit i a Austràlia, darrere Horizon Zero Dawn. Va vendre 100.652 còpies durant la primera setmana disponible al Japó. Al final del juny, va vendre prop de 1.18 milions de còpies, representant més d'una quarta part de totes les Switch venudes aleshores. El setembre de 2017 es van vendre més de 1,35 milions de còpies.
Eurogamer va llistar el joc sisè de la seva llista dels 50 millors videojocs el 2017, mentre que EGMNow el va llistar 22è a la seva llista de millors 25 videojocs del 2017. Als premis dels lectors pel 2017 de Game Informer, el joc va ser tercer quant a "millor videojoc de lluita".
Les Game Critics Awards del 2017 el van nominar millor joc de lluita igual que les The Game Awards 2017 i les IGN Best of 2017 Awards. A les Golden Joystick Awards de 2017 va ser nominat com a joc Nintendo de l'any i va guanyar en la categoria d'estudi de l'any per a Nintendo EPD.